# Θ-стан
θ-стан або Тета-стан (рос. θ-состояние, англ. θ-state) — стан полімерного розчину, для якого другий віріальний коефіцієнт дорівнює нулю. Хоча в деяких відношеннях полімерний розчин у θ-стані міг би нагадувати ідеальний, але ототожнювати його з таким розчином не можна.
θ-температура або тета-температура (англ. θ-temperature) — температура, при якій розчин полімеру перебуває в тета-стані.